# 太湯雅晴
太湯 雅晴（ふとゆ まさはる）は、日本の美術家。紙幣を模した平面作品やそれを用いたパフォーマンス、他に日常空間に介入するプロジェクトで知られる。
横浜市中区黄金町のアートフェスティバル「黄金町バザール2012」では、地元から出た廃材を利用した小屋に日雇い労働者（太湯自身が雇った）を住ませてその模様をカメラで撮影する《まちづくりのためのプロジェクト／黄金町》を出品し、美術評論家の福住廉は「エヴィクションの対象に照明を当てることによって、エヴィクションそのものを逆照したと言ってもいい」と評した。

## プロジェクト
- 同行三人：星智とのユニットによるアートプロジェクト
- まちづくりのためのプロジェクト／黄金町
- 原子力 明るい未来の エネルギー - 東日本大震災によって被災した福島県双葉町に掲げられた標語看板を元にした作品。ネオンサインで製作した標語と、インターネットで収集した標語震災直後の標語看板周辺の写真を掲示した。他に、元になった標語を制作した大沼勇治を取材した映像作品もある。
- LOCKER GALLERY：美術館、博物館に備え付けの扉が半透明のコインロッカー室内に照明を仕込み、各々をショーケースに見立てて作品や来場者の荷物を預けさせたりするプロジェクト。過去に特別展「レオナルド・ダ・ヴィンチ　－天才の実像」展開催中の東京国立博物館（2007年）と広島現代美術館（2010年）で行っている。
- 銀行券シリーズ：自身の肖像を描き込んだ紙幣の作品。それらを使用して神社仏閣に賽銭を行う映像作品もある。

## 著作・参考文献
- まちづくりのためのプロジェクト／黄金町（2014年 グッドモーニングファクトリー発行）